# 1500-talet f.Kr.
Denna artikel handlar om seklet 1500-talet f.Kr., åren 1599-1500 f.Kr. För decenniet 1500-talet f.Kr., åren 1509-1500 f.Kr., se 1500-talet f.Kr. (decennium).

## Händelser
- 1530 f.Kr. – Amoriterna intar Sumer.
- 1500 f.Kr. – I Indien är runt denna tid vadslagning på vagnrace med boskapshjord, och tärningsspel det stora folknöjet.[1]
- Religiösa texter på vediska skrivs av indoarierna i Indien.
- Mitanniriket bildas.
- Stonehenge byggdes i Wiltshire, England.

## Födda
- Zarathustra, iransk filosof och diktare
- Hatshepsut, farao i Egyptens artonde dynasti.
- Thutmosis I, farao i Egyptens artonde dynasti.

## Avlidna
- Amenhotep I, farao i Egyptens artonde dynasti.
- 1525 f.Kr. – Ahmose, farao i Egyptens artonde dynasti.

### Fotnoter
1. ↑  ”Chronology of World History”. Arkiverad från originalet den 18 oktober 2011. https://web.archive.org/web/20111018123038/http://www.islandnet.com/~KPOLSSON/worldhis/index.htm. Läst 18 juli 2011.